# Râul Valea Utii
Râul Valea Utii este un curs de apă, afluent al Pârâul lui Toderaș. 